# Saison 1956-1957 du Stade rennais UC
Maillots
Chronologie
Saison précédente Saison suivante
La saison 1956-1957 du Stade rennais Université Club débute le 19 août 1956 avec la première journée du Championnat de France de Division 1, pour se terminer le 17 juin 1957 avec une relégation en Division 2 concédée après une défaite en match d'appui de barrage.
Le Stade rennais UC est également engagé en Coupe de France. Éliminé dès les seizièmes de finale, il est ensuite reversé en Coupe Charles Drago.

## Résumé de la saison
Pour son retour en Division 1, le Stade rennais UC doit faire face à une saison bien difficile. Le Stade rennais UC doit notamment recomposer son attaque après le départ de Jean Grumellon qui retrouve l'US Saint-Malo pour y disputer ses derniers matchs, mais aussi le manque de compétitivité de José Caeiro, qui commence à ressentir le poids des ans. Plusieurs joueurs arrivent pour combler ces manques : le jeune algérien Mahi, le futur international Stanislas Dombeck ou encore l'Aixois Guy Méano. Au milieu, René Gaulon, ancien du Red Star, arrive également. Du côté structurel, l'heure est également au changement, avec la construction d'une nouvelle tribune de 10 000 places dont 2 000 assises côté route de Lorient.
Recomposée, l'attaque rennaise aura toutes les peines du monde à s'exprimer en D1. De loin la plus mauvaise équipe du championnat dans cet exercice, le Stade rennais compensera avec une défense bien plus performante. Insuffisant cependant pour empêcher un début de saison extrêmement difficile (1V-1N-7D pour les neuf premiers matchs) qui donnera le ton de l'ensemble de l'année. Rapidement dernier, le Stade rennais UC est le plus souvent incapable de s'illustrer à l'extérieur (1V-2N-14D !).
Ne lui reste plus que la possibilité de s'illustrer par quelques « coups », en particulier à domicile. C'est ainsi que le 2 décembre, les Rennais mettent fin à l'invincibilité de l'AS Saint-Étienne, qui courait depuis le début du championnat. Peu à peu, l'équipe menée par Antoine Cuissard parvient à s'extraire de son marasme, en obtenant notamment une série de cinq matchs sans défaite en février - mars. De quoi permettre aux Rennais de revenir à hauteur de leurs concurrents directs pour le maintien : Strasbourg, Nancy, Valenciennes FC et Metz.
À la faveur d'une nouvelle série de bons résultats, les Rennais parviennent à la quinzième place à l'issue de l'avant-dernière journée, synonyme de maintien. Las, le dernier match oppose les Rennais à l'AS Saint-Étienne à Geoffroy-Guichard. Calamiteux à l'extérieur, Henri Guérin et ses hommes doivent l'emporter chez des Verts tout juste sacrés champions de France pour être certains de se maintenir. Logiquement battus (0 - 2) sur deux buts marqués par René Ferrier et Kees Rijvers, les Rennais sont dépendants du résultat du FC Metz à Angers. Mais les Messins l'emportent à Bessonneau et passent devant le Stade rennais UC au classement.
Seizième du classement final, le Stade rennais doit une nouvelle fois passer par la terrible épreuve des barrages. Comme deux ans auparavant, c'est le Lille OSC qui se présente en face. À l'issue de la première manche, les Rennais virent en tête, l'ayant emporté (2 - 0) grâce à des buts de Méano et Dombeck, mais Lille remet les compteurs à égalité en gagnant la seconde manche par le même écart de buts (1 - 3). Une belle est organisée pour départager les deux formations. Elle sera fatale aux Rennais, qui s'inclinent 1 but à 2 et sont de nouveau relégués en Division 2. Maudits, les Bretons s'inclinent pour la troisième fois en trois barrages disputés, après 1953 et 1955, ce qui leur octroie un début de réputation en la matière...

## Transferts en 1956-1957
| Nom                    | Nationalité | Provenance/Destination    |
| Arrivées               |             |                           |
| Stanislas Dombeck      | France      | Stade français            |
| René Gaulon            | France      | Red Star Olympique        |
| Louis Guégan           | France      | CPB Rennes                |
| Nicolas Imbernon       | France      | FC Metz                   |
| Mahi Khennane dit Mahi | France      | GC Mascara                |
| Bernard Lambert        | France      | US Saint-Malo             |
| Guy Méano              | France      | AS Aix-en-Provence        |
| Antoine Pascual        | France      | AS Marine d'Oran          |
| Guy Simon              | France      | AS Brestoise              |
| Départs                |             |                           |
| René Billon            | France      | Stade rennais UC amateurs |
| Pierre Chopin          | France      | Drapeau de Fougères       |
| Jean Grumellon         | France      | US Saint-Malo             |
| Serge Hidalgo          | France      | US Vendôme                |
| Bernard Josse          | France      | Stade rennais UC amateurs |
| Jean Lairy             | France      | US Le Mans                |
| Guillaume Le Boëdec    | France      | Red Star Olympique        |
| Jean Louradour         | France      | SC Nazairien              |
| Gérard Souchet         | France      | Véloce vannetais          |

## L'effectif de la saison
| Poste¹ | Nat.² | Nom                    | Naissance         | Sélection³ | Championnat | Championnat | Coupe France | Coupe France | Coupe Drago | Coupe Drago | Total Saison | Total Saison |
| Poste¹ | Nat.² | Nom                    | Naissance         | Sélection³ | M           | But inscrit | M            | But inscrit  | M           | But inscrit | M            | But inscrit  |
| ------ | ----- | ---------------------- | ----------------- | ---------- | ----------- | ----------- | ------------ | ------------ | ----------- | ----------- | ------------ | ------------ |
| A      | FRA   | Marcel Abautret        | 14 février 1926   | -          | 0           | 0           | 0            | 0            | 0           | 0           | 0            | 0            |
| D      | FRA   | Yves Boutet            | 3 décembre 1936   | -          | 25          | 0           | 2            | 0            | 0           | 0           | 27           | 0            |
| A      | ESP   | José Caeiro            | 17 février 1925   | -          | 12          | 0           | 0            | 0            | 0           | 0           | 12           | 0            |
| M      | FRA   | Jean Cueff             | 6 novembre 1931   | -          | 27          | 1           | 1            | 0            | 1           | 0           | 29           | 1            |
| M      | FRA   | Antoine Cuissard       | 19 juillet 1924   | A          | 25          | 7           | 1            | 1            | 1           | 0           | 27           | 8            |
| A      | FRA   | Stanislas Dombeck      | 26 septembre 1931 | -          | 23          | 3           | 2            | 0            | 1           | 0           | 26           | 3            |
| M      | FRA   | René Gaulon            | 7 juillet 1927    | B          | 24          | 3           | 0            | 0            | 0           | 0           | 24           | 3            |
| A      | FRA   | Louis Guégan           | 9 juillet 1933    | -          | 4           | 0           | 1            | 0            | 0           | 0           | 5            | 0            |
| D      | FRA   | Henri Guérin           | 27 août 1921      | A          | 10          | 0           | 0            | 0            | 0           | 0           | 10           | 0            |
| M      | FRA   | Nicolas Imbernon       | 30 novembre 1929  | -          | 27          | 1           | 2            | 0            | 0           | 0           | 29           | 1            |
| A      | FRA   | Mahi Khennane dit Mahi | 21 octobre 1936   | -          | 24          | 5           | 2            | 1            | 1           | 0           | 27           | 6            |
| A      | FRA   | Bernard Lambert        | 29 mai 1936       | -          | 12          | 2           | 1            | 0            | 1           | 0           | 14           | 2            |
| M      | FRA   | Paul Le Dren           | 25 janvier 1929   | -          | 15          | 0           | 2            | 0            | 1           | 0           | 18           | 0            |
| A      | FRA   | Émile Legangnoux       | 12 février 1925   | -          | 25          | 4           | 1            | 0            | 0           | 0           | 26           | 4            |
| A      | FRA   | Yves Legrand           | 4 février 1935    | -          | 19          | 3           | 1            | 2            | 1           | 0           | 21           | 5            |
| A      | FRA   | Bernard Maiseau        | 10 août 1928      | -          | 0           | 0           | 0            | 0            | 0           | 0           | 0            | 0            |
| A      | FRA   | Guy Méano              | 11 novembre 1934  | -          | 35          | 10          | 1            | 0            | 0           | 0           | 35           | 10           |
| A      | FRA   | Antoine Pascual        | 3 décembre 1933   | -          | 4           | 0           | 0            | 0            | 0           | 0           | 4            | 0            |
| G      | FRA   | Louis Pinat            | 12 août 1929      | B          | 37          | 0           | 2            | 0            | 1           | 0           | 40           | 0            |
| D      | FRA   | Jacques Poulain        | 6 août 1932       | -          | 25          | 1           | 1            | 0            | 1           | 0           | 27           | 1            |
| D      | FRA   | Guy Simon              | 21 avril 1933     | -          | 20          | 0           | 1            | 0            | 1           | 0           | 22           | 0            |
| D      | FRA   | Yves Toupel            | 25 décembre 1932  | -          | 14          | 0           | 1            | 0            | 1           | 0           | 16           | 0            |

- 1 : G, Gardien de but ; D, Défenseur ; M, Milieu de terrain ; A, Attaquant
- 2 : Nationalité sportive, certains joueurs possédant une double-nationalité
- 3 : sélection la plus élevée obtenue

## Équipe-type
Il s'agit de la formation la plus courante rencontrée en championnat.

## Les rencontres de la saison

### Liste
| Match | Date         | Compétition             | Tour                    | Adversaire      | Lieu ¹ | Score | Class. | Buteurs pour le Stade rennais |
| ----- | ------------ | ----------------------- | ----------------------- | --------------- | ------ | ----- | ------ | ----------------------------- |
| 1     | 19 août      | Division 1              | 1                       | Strasbourg      | E      | 0–2   | 18     |                               |
| 2     | 26 août      | Division 1              | 2                       | Valenciennes FC | D      | 3–0   | 8      | Cueff Legrand Méano           |
| 3     | 2 septembre  | Division 1              | 3                       | Marseille       | E      | 0-1   | 13     |                               |
| 4     | 9 septembre  | Division 1              | 4                       | RC Paris        | D      | 2–2   | 11     | Legrand Legangnoux            |
| 5     | 16 septembre | Division 1              | 5                       | Angers          | E      | 0–2   | 14     |                               |
| 6     | 23 septembre | Division 1              | 6                       | Nîmes           | E      | 1-2   | 16     | Legrand                       |
| 7     | 30 septembre | Division 1              | 7                       | Nice            | D      | 2-3   | 17     | Cuissard Legangnoux           |
| 8     | 14 octobre   | Division 1              | 8                       | Lens            | D      | 1–4   | 18     | Méano                         |
| 9     | 28 octobre   | Division 1              | 9                       | Sochaux         | E      | 1–3   | 18     | Gaulon                        |
| 10    | 4 novembre   | Division 1              | 10                      | Metz            | D      | 1–0   | 18     | Gaulon                        |
| 11    | 18 novembre  | Division 1              | 11                      | Toulouse        | E      | 0–6   | 18     |                               |
| 12    | 25 novembre  | Division 1              | 12                      | Sedan           | D      | 2-0   | 18     | Méano                         |
| 13    | 2 décembre   | Division 1              | 13                      | Saint-Étienne   | D      | 1-0   | 16     | Méano                         |
| 14    | 9 décembre   | Division 1              | 14                      | Reims           | E      | 1–3   | 18     | Legangnoux                    |
| 15    | 16 décembre  | Division 1              | 15                      | Nancy           | E      | 0–4   | 18     |                               |
| 16    | 23 décembre  | Division 1              | 16                      | Lyon            | D      | 2-1   | 17     | Gaulon Legangnoux             |
| 17    | 25 décembre  | Division 1              | 17                      | Monaco          | D      | 0-1   | 17     |                               |
| 18    | 30 décembre  | Division 1              | 18                      | Lyon            | E      | 0–2   | 17     |                               |
| 19    | 1er janvier  | Division 1              | 19                      | Monaco          | E      | 0–4   | 18     |                               |
| 20    | 6 janvier    | Division 1              | 20                      | Strasbourg      | D      | 2–1   | 17     | Dombeck                       |
| 21    | 13 janvier   | Coupe de France         | 1/32 finale             | Roubaix         | N      | 3-2   | 3-2    | Mahi Legrand                  |
| 22    | 20 janvier   | Division 1              | 21                      | RC Paris        | E      | 0-3   | 18     |                               |
| 23    | 27 janvier   | Division 1              | 22                      | Nancy           | D      | 0–3   | 18     |                               |
| 24    | 3 février    | Coupe de France         | 1/16 finale             | Nancy           | N      | 1-2   | 1-2    | Cuissard                      |
| 25    | 10 février   | Division 1              | 23                      | Sedan           | E      | 1–1   | 18     | Imbernon                      |
| 26    | 17 février   | Division 1              | 24                      | Marseille       | D      | 1-1   | 18     | Lambert                       |
| 27    | 24 février   | Division 1              | 25                      | Angers          | D      | 4-1   | 18     | Lambert Mahi Méano            |
| 28    | 3 mars       | Coupe Drago             | 2e tour                 | Alès            | E      | 0-1   | 0-1    |                               |
| 29    | 10 mars      | Division 1              | 26                      | Nice            | E      | 2–0   | 15     | Mahi Cuissard                 |
| 30    | 17 mars      | Division 1              | 27                      | Nîmes           | D      | 2-1   | 15     | Cuissard Méano                |
| 31    | 31 mars      | Division 1              | 28                      | Valenciennes FC | E      | 2–5   | 16     | Cuissard                      |
| 32    | 14 avril     | Division 1              | 29                      | Lens            | E      | 0-3   | 18     |                               |
| 33    | 21 avril     | Division 1              | 30                      | Toulouse        | D      | 1–0   | 17     | Méano                         |
| 34    | 28 avril     | Division 1              | 31                      | Metz            | E      | 1-1   | 17     | Cuissard                      |
| 35    | 1er mai      | Division 1              | 32                      | Sochaux         | D      | 2–0   | 16     | Poulain Mahi                  |
| 36    | 12 mai       | Division 1              | 33                      | Reims           | D      | 1–1   | 15     | Cuissard                      |
| 37    | 19 mai       | Division 1              | 34                      | Saint-Étienne   | E      | 0–2   | 16     |                               |
| 38    | 2 juin       | Barrage aller           | Barrage aller           | Lille           | N      | 2–0   | 2–0    | Méano Dombeck                 |
| 39    | 8 juin       | Barrage retour          | Barrage retour          | Lille           | N      | 1–3   | 1–3    | Méano                         |
| 40    | 17 juin      | Barrage (match d'appui) | Barrage (match d'appui) | Lille           | N      | 1–2   | 1–2    | Mahi                          |

- 1 N : terrain neutre ; D : à domicile ; E : à l'extérieur ; drapeau : pays du lieu du match international

## Bilan des compétitions
| Compétition         | Vainqueur final        | Débute au tour | Place ou tour final | Première rencontre | Dernière rencontre | Nombre |
| ------------------- | ---------------------- | -------------- | ------------------- | ------------------ | ------------------ | ------ |
| Division 1          | AS Saint-Étienne       | 1re journée    | 16e                 | 19 août 1956       | 19 mai 1957        | 37     |
| Coupe de France     | Toulouse FC            | 1/32 de finale | 1/16 de finale      | 13 janvier 1957    | 3 février 1957     | 2      |
| Coupe Charles Drago | Olympique de Marseille | 2e tour        | 2e tour             | 3 mars 1957        | 3 mars 1957        | 1      |

### Division 1

#### Classement
| Rang | Équipe       | Pts | J  | G  | N  | P  | Bp | Bc | Diff |
| ---- | ------------ | --- | -- | -- | -- | -- | -- | -- | ---- |
| 13   | Nice         | 30  | 34 | 11 | 8  | 15 | 59 | 72 | -13  |
| 14   | Valenciennes | 29  | 34 | 10 | 9  | 15 | 43 | 72 | -29  |
| 15   | Metz         | 28  | 34 | 9  | 10 | 15 | 51 | 58 | -7   |
| 16   | Rennes       | 27  | 34 | 11 | 5  | 18 | 36 | 63 | -27  |
| 17   | Strasbourg   | 26  | 34 | 9  | 8  | 17 | 43 | 66 | -23  |
| 18   | Nancy        | 26  | 34 | 8  | 9  | 17 | 43 | 76 | -33  |

- 16 : Barragiste avec le 3e de Division 2
- 17 et 18 : Relégation en Division 2

#### Résultats
| Total  | Total  | Total | Total | Total | Total | Total | Total | Domicile | Domicile | Domicile | Domicile | Domicile | Domicile | Extérieur | Extérieur | Extérieur | Extérieur | Extérieur | Extérieur |
| Matchs | Points | V     | N     | D     | BP    | BC    | Diff. | V        | N        | D        | BP       | BC       | Diff.    | V         | N         | D         | BP        | BC        | Diff.     |
| ------ | ------ | ----- | ----- | ----- | ----- | ----- | ----- | -------- | -------- | -------- | -------- | -------- | -------- | --------- | --------- | --------- | --------- | --------- | --------- |
| 34     | 27     | 11    | 5     | 18    | 36    | 63    | -27   | 10       | 3        | 4        | 27       | 19       | +8       | 1         | 2         | 14        | 9         | 44        | -35       |

#### Résultats par journée
| Journée   | 01 | 02 | 03 | 04 | 05 | 06 | 07 | 08 | 09 | 10 | 11 | 12 | 13 | 14 | 15 | 16 | 17 | 18 | 19 | 20 | 21 | 22 | 23 | 24 | 25 | 26 | 27 | 28 | 29 | 30 | 31 | 32 | 33 | 34 |
| --------- | -- | -- | -- | -- | -- | -- | -- | -- | -- | -- | -- | -- | -- | -- | -- | -- | -- | -- | -- | -- | -- | -- | -- | -- | -- | -- | -- | -- | -- | -- | -- | -- | -- | -- |
| Terrain   | E  | D  | E  | D  | E  | E  | D  | D  | E  | D  | E  | D  | D  | E  | E  | D  | D  | E  | E  | D  | E  | D  | E  | D  | D  | E  | D  | E  | E  | D  | E  | D  | D  | E  |
| Résultats | D  | V  | D  | N  | D  | D  | D  | D  | D  | V  | D  | V  | V  | D  | D  | V  | D  | D  | D  | V  | D  | D  | N  | N  | V  | V  | V  | D  | D  | V  | N  | V  | N  | D  |
| Points    | 0  | 2  | 2  | 3  | 3  | 3  | 3  | 3  | 3  | 5  | 5  | 7  | 9  | 9  | 9  | 11 | 11 | 11 | 11 | 13 | 13 | 13 | 14 | 15 | 17 | 19 | 21 | 21 | 21 | 23 | 24 | 26 | 27 | 27 |
| Place     | 18 | 8  | 13 | 11 | 14 | 16 | 17 | 18 | 18 | 18 | 18 | 18 | 16 | 18 | 18 | 17 | 17 | 17 | 18 | 17 | 18 | 18 | 18 | 18 | 18 | 15 | 15 | 16 | 18 | 17 | 17 | 16 | 15 | 16 |

Source : Liste des rencontres

Terrain : D = Domicile ; E = Extérieur. Résultat: D = Défaite ; N = Nul ; V = Victoire.